# Andvakia discipulorum
Andvakia discipulorum is een zeeanemonensoort uit de familie Andvakiidae. De anemoon komt uit het geslacht Andvakia. Andvakia discipulorum werd in 2009 voor het eerst wetenschappelijk beschreven door Daly & Goodwill. 